# LICIACube
Light Italian CubeSat for Imaging of Asteroids (LICIACube) är en kubsatellit rymdsond från Agenzia Spaziale Italiana. Rymdsonden studerade den 26 september 2022 ögonblicket då den amerikanska rymdsonden Double Asteroid Redirection Test (DART) kraschade in i asteroidmånen Dimorphos som tillhör dubbelasteroiden Didymos.
Rymdsonden sköts upp tillsammans med DART, med hjälp av en Falcon 9-raket från Vandenberg AFB den 24 november 2021. Den lösgjordes från DART den 11 september 2022.